# Ennenda

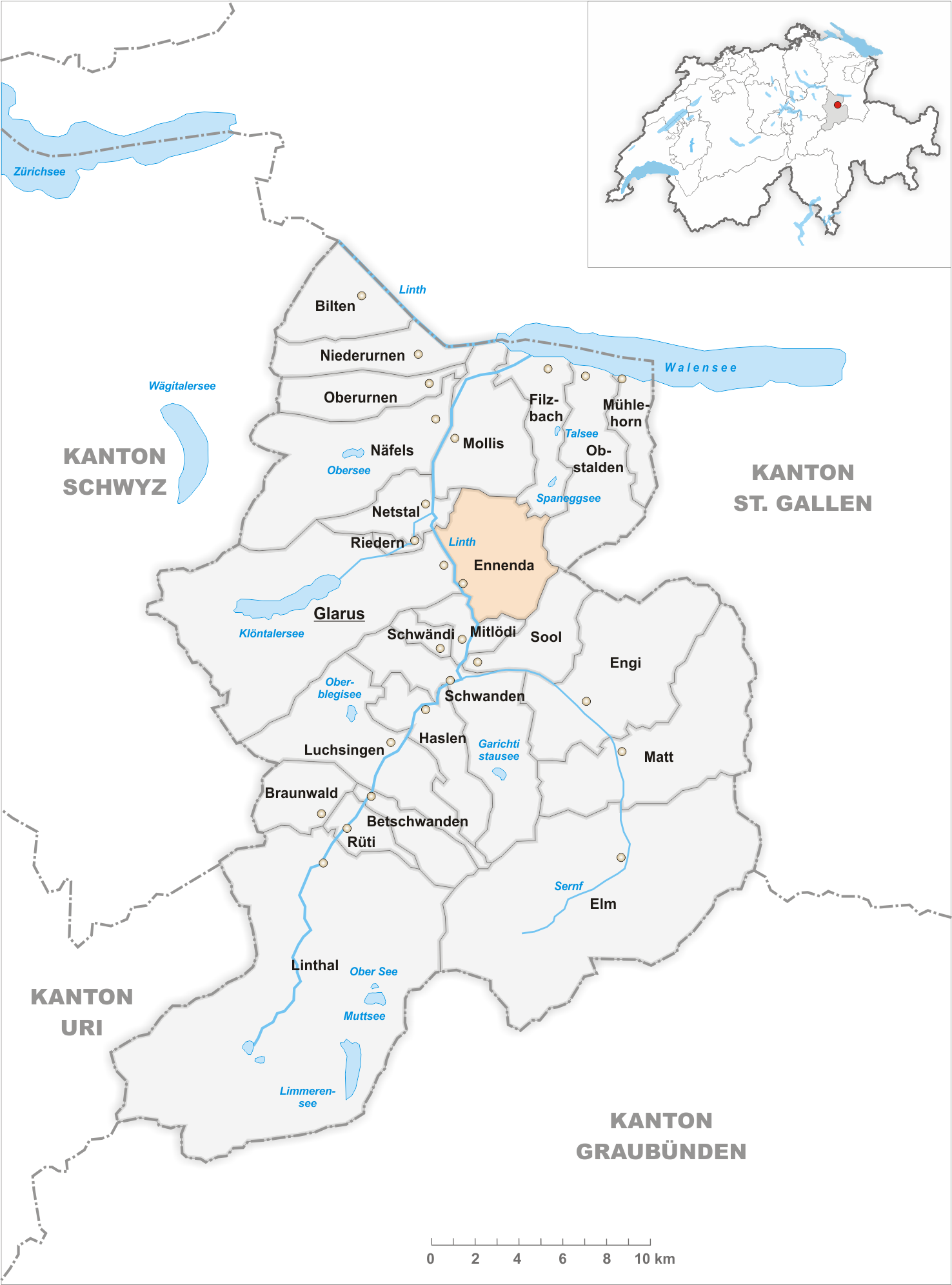
Gemeindestand vor der Fusion am 1. Januar 2011

Ennenda, historisches Luftbild von 1925, aufgenommen aus 200 Metern Höhe von Walter Mittelholzer

Ennenda ist eine ehemalige politische Gemeinde des Kantons Glarus in der Schweiz.
Das Dorf wurde im Rahmen der Glarner Gemeindereform auf den 1. Januar 2011 mit den Gemeinden Glarus, Netstal und Riedern zur neuen Gemeinde Glarus zusammengelegt.

## Wappen
Der sich in der oberen rechten Ecke des Wappens befindende Merkurstab ist unter anderem ein Zeichen für den Reichtum und den internationalen Handel mit Textilien und Schiefer, den Ennenda in den letzten Jahrhunderten genoss. Er symbolisiert zudem Wohlstand und Gesundheit. Die weisse Wellenlinie, die quer durch das Wappen verläuft, ist ein Symbol für die Linth, die Glarus von Ennenda trennt. In der unteren linken Ecke befinden sich schwarze und gelbe Streifen in den Farben des Glarner (Stadt Glarus) Wappens. Das Wappen der Gemeinde Glarus (nach der Gemeindefusion) ist stark vom Ennendaner Wappen beeinflusst. Das heutige Wappen Ennendas wurde in den 1930er Jahren eingeführt.

## Geographie
Ennenda reicht vom tiefsten Punkt auf 462 m ü. M., dem Alpenbrückli, bis hinauf zum Hächlenstock auf 2316 m ü. M., dem höchsten vollständig innerhalb der Gemeinde gelegenen Gipfel. Das Schwarzstöckli auf 2348 m ü. M. bildet den höchsten Punkt der Gemeinde und markiert den Grenzpunkt zur Gemeinde Sool im Süden.
Ennenda besteht unter anderem aus den Dorfteilen Oberdorf, Sturmigen, Ennetbühls und Ennetberge. Die Gemeinde liegt gegenüber von Glarus auf der südöstlichen Seite der Linth am Fusse des Schilts, dem Hausberg der Gemeinde. Von der Gemeindefläche sind 35,5 % landwirtschaftliche Nutzflächen, 37,7 % Wald, 3,8 % sind Siedlungsfläche und 22,9 % unproduktiv.

## Geologie
Das Gebirge rund um Ennenda entstand im Rahmen der Hauptüberschiebung der Alpen (Glarner Hauptüberschiebung). Eine Besonderheit bildet die Gesteinsart Verrucano, die grossflächig im Glarnerland fast ausschliesslich in Ennenda anzutreffen ist.
Die unteren Berghänge hin zum Talboden sind geprägt durch grosse Gesteinsbrocken, die während der vergangenen Jahrhunderte ins Tal donnerten - die Gefahr von grossen Murgängen und Steinschlägen besteht auch heute noch, weshalb in den letzten Jahrzehnten diverse bauliche Massnahmen getroffen wurden, um vor der Gefahr zu schützen. So sind im Süden der Gemeinde diverse Schutzwalle und Kanäle zu finden, die im Notfall Gestein, Geröll und Wasser in die Linth ableiten.
Das wohl berühmteste Exemplar eines Felsbrockens bildet der Gesslerstein (manchmal auch Gässlistein genannt).
Im Norden der Gemeinde wird Kalk von der Firma Kalkfabrik Netstal abgebaut.

## Bevölkerung
| Bevölkerungsentwicklung | Bevölkerungsentwicklung |
| Jahr                    | Einwohner               |
| ----------------------- | ----------------------- |
| 1554                    | 204                     |
| 1763                    | 1'018                   |
| 1850                    | 2'313                   |
| 1870                    | 2'783                   |
| 1900                    | 2'494                   |
| 1950                    | 2'940                   |
| 1960                    | 3'076                   |
| 2000                    | 2'808                   |
| 2010                    | 2'684                   |
| 2017                    | 2'726                   |

## Politik
Die SP erreichte bei den Nationalratswahlen 2003 71,1 % der Wählerstimmen, 28,9 % der Stimmen gingen an andere Parteien. Dieses Resultat ist nur beschränkt aussagefähig, da der bisherige SP-Vertreter als Person sehr populär war und die grösste Glarner Partei, die FDP, nicht antrat (im Gegenzug verzichtete die SP auf eine Ständeratskandidatur).
Schon aussagekräftiger ist die Zusammensetzung des (nach Majorz gewählten) neunköpfigen Gemeinderats, Stand nach den letzten Wahlen 2006: 4 FDP, 3 SVP, 2 SP (einschliesslich der Gemeindepräsidentin Käthi Meier-Probst). Seither traten 1 SP- und 1 FDP-Gemeinderat zurück; im Hinblick auf die bevorstehende Fusion mit Glarus, Riedern und Netstal, die die Auflösung der Gemeinde Ennenda und ihres Gemeinderats bedeutete, wurden diese beiden Sitze nicht mehr neu besetzt.

## Geschichte

Ennenda, 1909

Das erste Mal wurde Ennenda (damals noch: «Obront und Nydern Ennent-A») in den Urbar der Habsburger und Säckinger im 14. Jahrhundert erwähnt. Dies erklärt zugleich auch den Namen der Gemeinde: Ennet-A, also jenseits des Flusses (Ennet em Fluss).
Der älteste Dorfteil, das Oberdorf, wird 1303–1307 als Obront-Ennant-A und das Niederdorf Nydern-Ennant-A erwähnt. Das Dorf war im Jahr 1395 dem Kloster Säckingen abgabepflichtig. Kirchgenössig waren die Einwohner nach Glarus. Die Reformation wurde 1528 eingeführt. 1774 baute man in Ennenda die reformierte Kirche, ein Jahr später das Pfarrhaus.
Seit 1417 ist die Nutzung der Wasserkraft durch Mühle, Säge, Hanf- und Flachsstampfe bezeugt. Der ebene Talboden konnte nach der Eindämmung der Linth bereits im 16. Jahrhundert genutzt werden.
Jakob Bellersheim aus Hessen begann 1616 Schiefertische herzustellen. Dieses Gewerbe erlebte einen derartigen Aufschwung, dass von Mitte des 17. Jahrhunderts bis Mitte des 18. Jahrhunderts die meisten Haushalte an Herstellung und Export der Schiefertische beteiligt waren. Ennenda entwickelte sich zu einem Handelsdorf und bedeutende Firmen der alten Eidgenossenschaft hatten hier ihren Sitz, so 1750 die Wienerhandlung Jenny-Aebli & Comp., die Deutschländerhandlung der Firma Markus Oertli & Sohn in Riga und die Holländer Handelsgesellschaft Weber-Aebli & Comp. Diese Firmen waren zu der Zeit in ganz Europa aktiv.
Im Jahr 1774 wurde die Reformierte Kirche Ennenda erbaut. Das Pfarrhaus folgte im Jahre 1775. Zuvor gingen die Ennendaner jeweils nach Glarus in die Gottesdienste. Nachdem zu Weihnachten und Neujahr 1773 ein heftiger Schneesturm die Ennendaner daran hinderte, den Gottesdienst ohne Schwierigkeiten zu besuchen, beschloss man im Januar, eine eigene Kirche zu bauen – wohl auch aus dem Grund, dass es einfacher ist, im eigenen Dorfe in die Kirche zu gehen und im eigenen Dorfe eine Gemeinschaft zu wahren. Die Ennendaner mussten mit den Jahren ein solches Bedürfnis für ein eigenes Hause Gottes erhalten haben, mit dem sie sich auch identifizieren können, dass sie noch am selben Abend der Versammlung mit dem Bau der Kirche begannen – im selben Jahr wie die Fertigstellung. Die Eröffnung der Kirche markiert die vollständige, seit 1774 auch gesellschaftlich-religiöse, Unabhängigkeitserklärung an Glarus.
Nach dem Untergang der Handelshäuser hielten Stoffdruckereien und andere Industriezweige Einzug in Ennenda. Ennendaner investierten zudem fleissig in anderen Dörfern und Gemeinden. Die meisten Industrien in den anderen Gemeinden des Kantons waren mindestens einmal in den Händen eines Ennendaners. Zudem wurden viele Ackerflächen/Forstflächen in anderen Gemeinden gepachtet oder gekauft. Viele Teile des Klöntals waren so faktisch in den Händen Ennendas.
Das erste Schulhaus des Kantons wurde 1832 eingeweiht. Ennenda war in vielen Bereichen ein Pionierdorf. Nebst der ersten Bildungseinrichtung waren Ennendaner führend in der Umsetzung des Glarner Fabrikgesetzes wie auch der Schaffung eines Fürsorgewesens.
Dank einer blühenden und erfahrenen Industrie wurde Ennenda Ende des 19. Jahrhunderts zu einer der reichsten, ja gar zur reichsten Gemeinde der Schweiz. Dies zeigt sich gut am prunkvoll palastartigen Gemeindehaus und in der Villastrasse. Der Reichtum manifestiert sich aber auch darin, dass es um die Jahre um 1900 keine Einkommenssteuer gab. Die Rechnungen wurden von den Fabriken und deren Herren übernommen – selbst für das Armenwesen.
1879 wurde in Ennenda im Rahmen der Eröffnung der Bahnstrecke zwischen Glarus und Linthal ein dreigleisiger Bahnhof gebaut, der mittlerweile bis auf ein Gleis reduziert wurde.
Das Unternehmen Läderach, das Pralinen und Konfekt herstellt, hat in Ennenda seinen Sitz.

## Gemeindehaus Ennenda
Der «grossstädtische» Bau des Gemeindehauses Ennenda, im Stil der Neo-Renaissance-Architektur des Historismus, wurde 1889–1890 von den Architekten Jacques Kehrer und Karl Knell erbaut. Mit Bauten wie dem Konservatorium in Zürich oder den Villen an der Villastrasse wurde ihr Name schweizweit bekannt. Unter den Plänen für das Projekt Gemeindehaus finden sich denn unter anderem auch Pläne, die aus den Federn bekannter Architekten aus London oder Deutschland stammen. Alexander Koch, der Erbauer des Zürcher Schulhauses Hirschengraben oder der Villa Egli ebendort reichte mit seinem pompösen, neo-gotischen Vorschlag ebenfalls einen Projektplan ein und erreichte den zweiten Platz. 31 Einreichungen waren es gesamthaft. An der entsprechenden Versammlung entschieden sich die Ennendaner für eine der teuersten Varianten, deren damalige Kosten sich auf 180'000 CHF beliefen. Die Formensprache des Gemeindehauses entspricht einer strengen und etwas trockenen Sprache der Neo-Renaissance und beherbergt ausserdem Elemente des französischen Schlossbaus.
Die Neue Glarner Zeitung schrieb zur Eröffnung am 1. November 1890: «So hat sich Ennenda ein Gemeindehaus erbaut, welches nicht bloss der Gemeinde, sondern selbst dem Lande zur Ehre und zur Zierde gereicht, indem es nicht nur das schönste Gemeindehaus ist, sondern selbst mit den Landesbauten des Hauptortes wetteifert. Fast möchten wir wünschen, dass einst auch der Gemeinde Glarus ebenso kunstgerechte Bauten [...] erstehen. Inzwischen aber wünschen wir Ennenda von Herzen Glück zu dem vollendeten Werk, freuen uns seines Fortschrittes und hoffen, dass die Beschlüsse, welche in dem neuen Saale gefasst werden, der aufblühenden Gemeinde würdig sind!» In einer Publikation des 21. Jahrhunderts wurde bestätigt, was die Neue Glarner Zeitung zur Eröffnung des Gemeindehauses schrieb, denn in ihm manifestiere und zeige sich der Geist Ennendas – Initiative, Arbeit und Wohlstand.

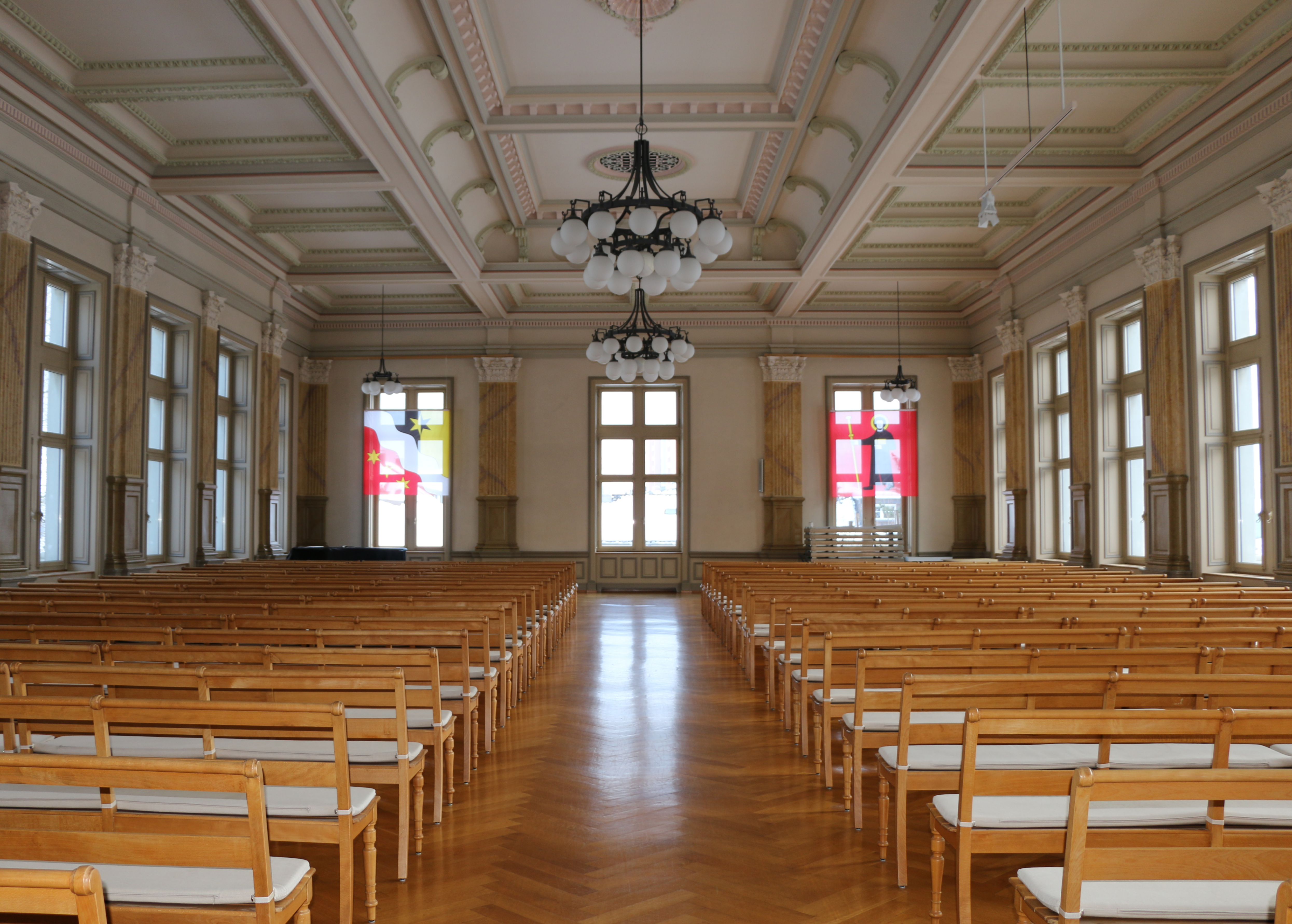
Der prunkvolle, bis zu 1000 Personen fassende Gemeindehaussaal

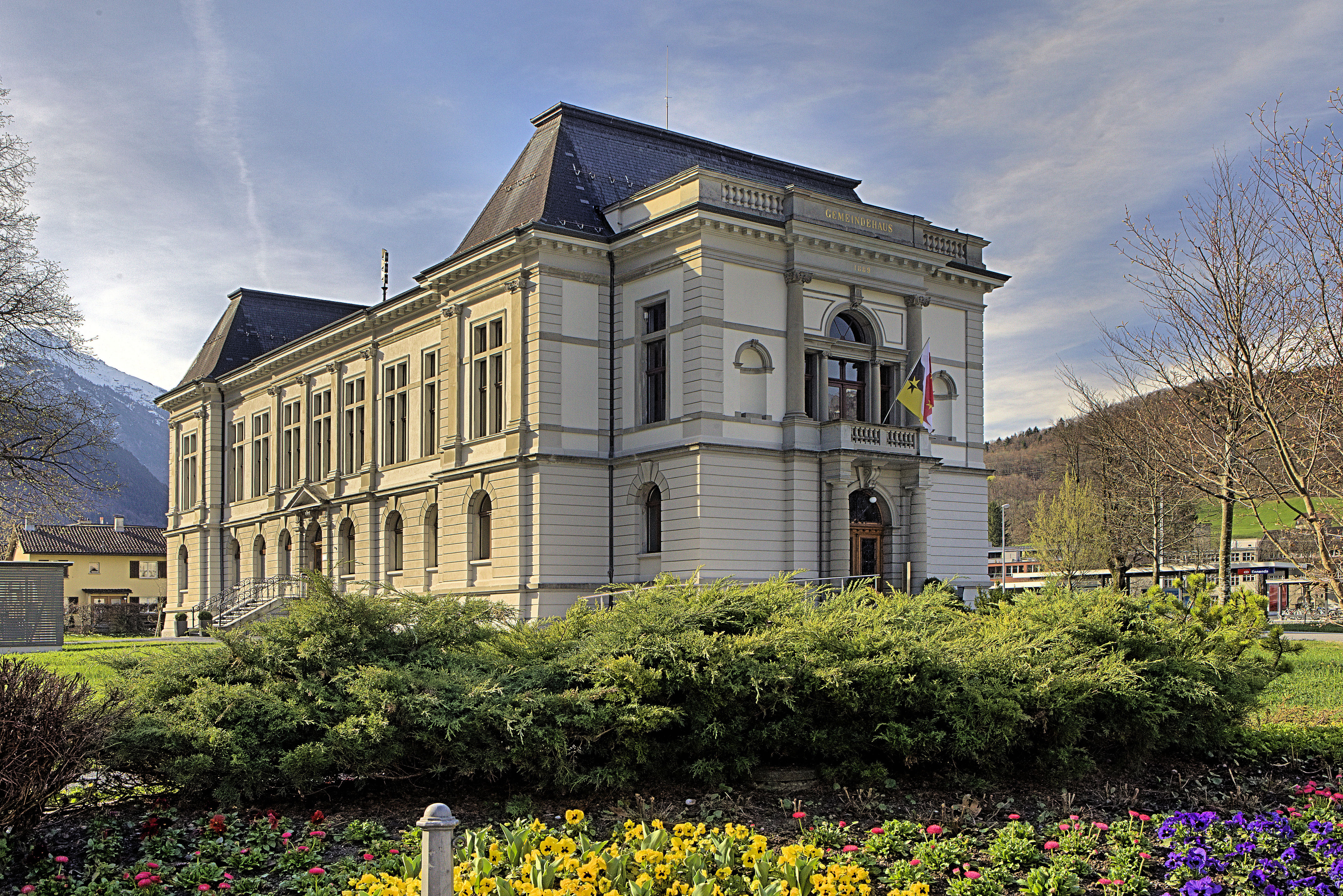
Das Gemeindehaus in Ennenda, das im äusseren Bereich stark an das Hôtel de Ville de Poitiers angelehnt ist.

Weiter schrieb Jürg Davatz in der Glarner Kunstdenkmälerinventarisation am 26. Juni 1979 dazu: «Das Gemeindehaus Ennenda ist weit über die Kantonsgrenzen hinaus von exemplarischer Bedeutung: Die aufstrebende Industriegemeinde dokumentierte damals ihr Selbstbewusstsein mit einem Gemeindepalast grossstädtischer Allüre. Das beweisen auch die Wettbewerbsprojekte. Dass die Gemeinde, die damals etwa 2400 Einwohner zählte, einen Saal für etwa 1000 Personen bauen liess, spricht für sich. Befriedigt konnte man an der Einweihung feststellen, dass der Saal im Schützen- und Gemeindehaus Glarus beträchtlich übertroffen sei.» 1984 und 2007 wurde das Gemeindehaus jeweils grosszügig renoviert.

## Verkehr
Ennenda wird je stündlich von der S 6  der S-Bahn St. Gallen, der S 25  der S-Bahn Zürich und von der Buslinie 503 (Ennenda, Seilbahn – Glarus, Pfrundhaus) angefahren.

## Persönlichkeiten
- Peter Atteslander (1926–2016), Soziologe
- Bernhard Becker (1819–1879), evangelischer Geistlicher und Sozialpolitiker
- Giacomo Bernasconi (1905–1972), Basler SP-Grossrat[4]
- Remo Freuler (* 1992), Fussballspieler
- Marius Grossenbacher (* 1985), Landrat (Grüne)
- Frederick Hefti (* 2001), Landrat (Grüne)
- Gottfried Huber-Pestalozzi (1877–1966), Arzt und Naturforscher
- Caspar Jenny (1812–1860), Nationalrat und Regierungsrat
- Regula N. Keller (* 1970), Landrätin (Grüne)
- Rudolf Schmid (1894–1989), Politiker und Arzt
- Christina Schmidlin-Meier (1923–2011), erste Landrätin (SP) und erste Landsgemeinde-Rednerin des Kantons Glarus
- Rudolf Trüb (1922–2010), Sprachwissenschaftler
- Hans Trümpy (1917–1989), Volkskundler
- Jakob Trümpy (1808–1889), Unternehmer

## Galerie

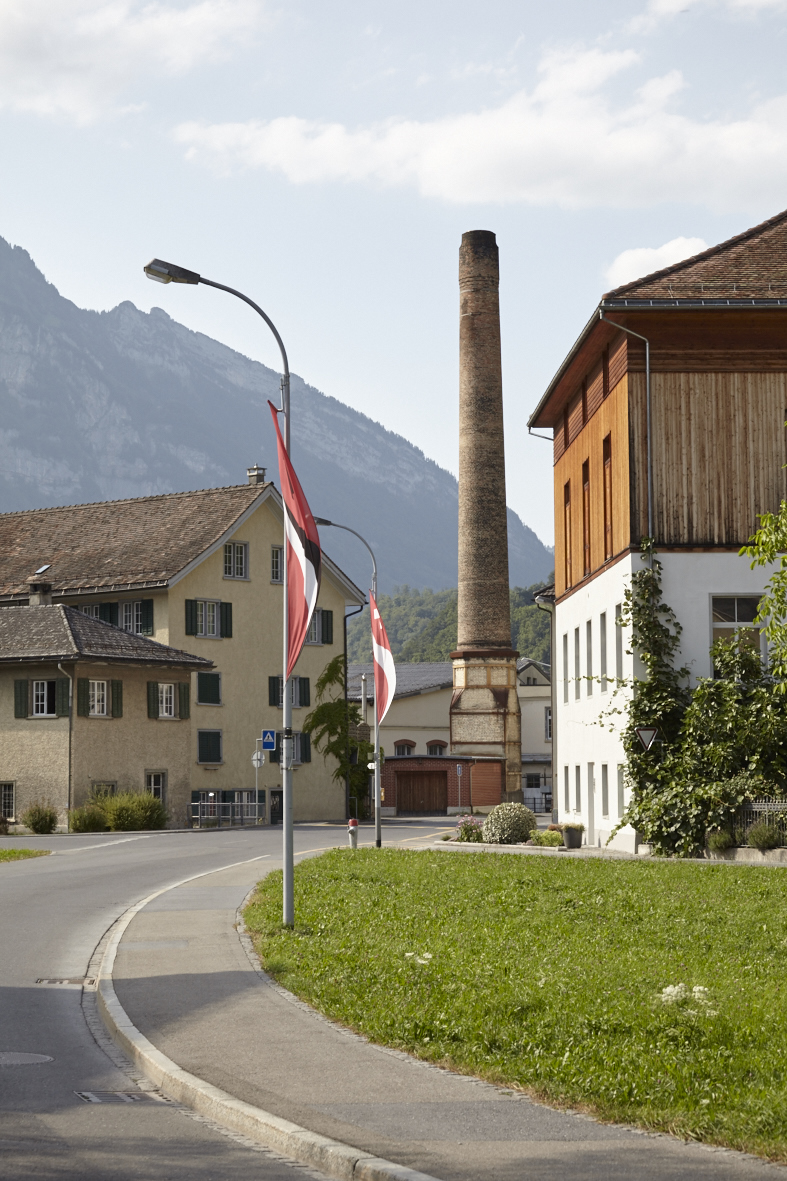
Farbküche, Kamin, Hänggiturm
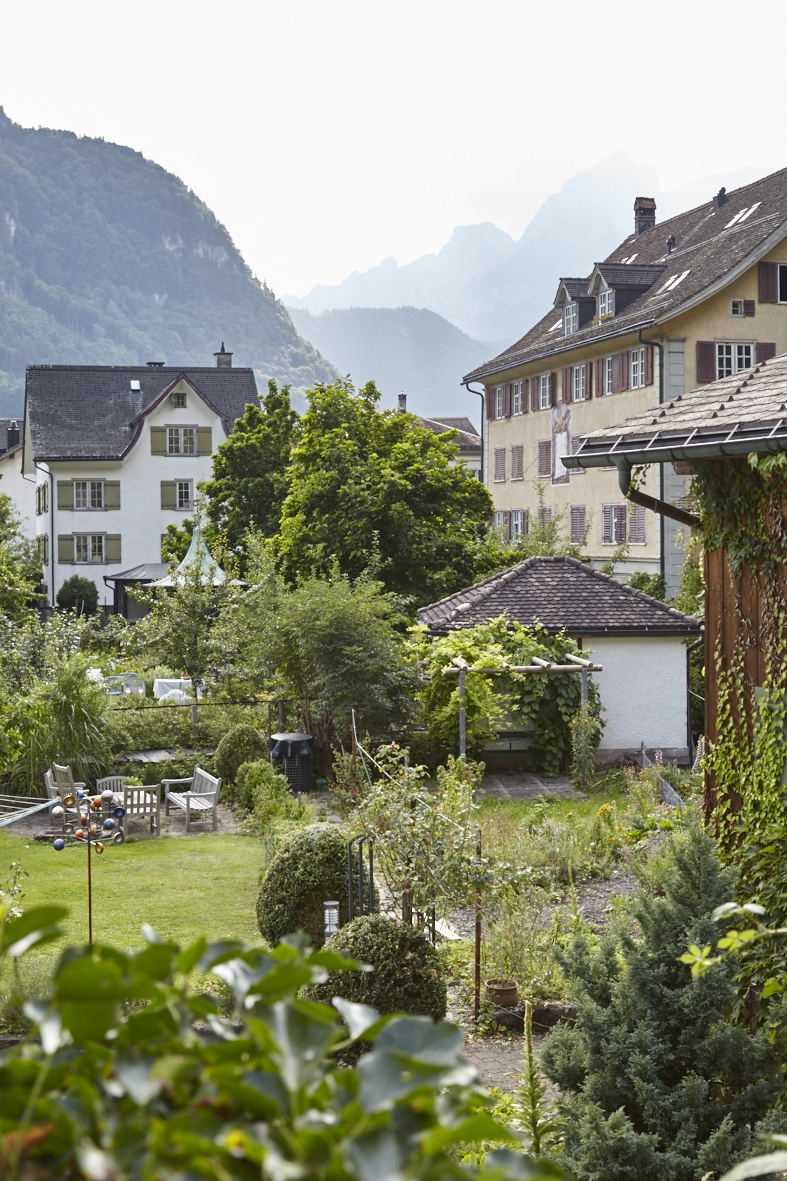
Garten vor Haus Sunnezyt, dahinter das Brüsseler Haus
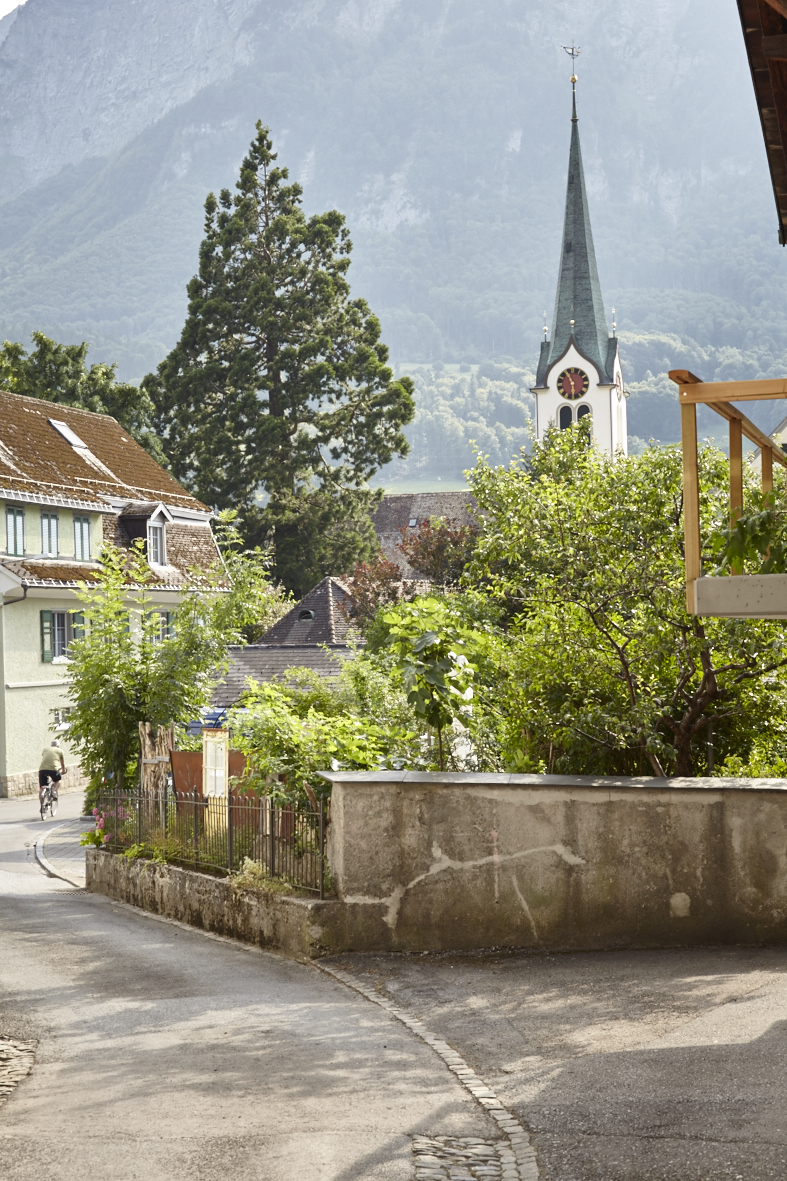
Für Ennenda typische Gartenmauern
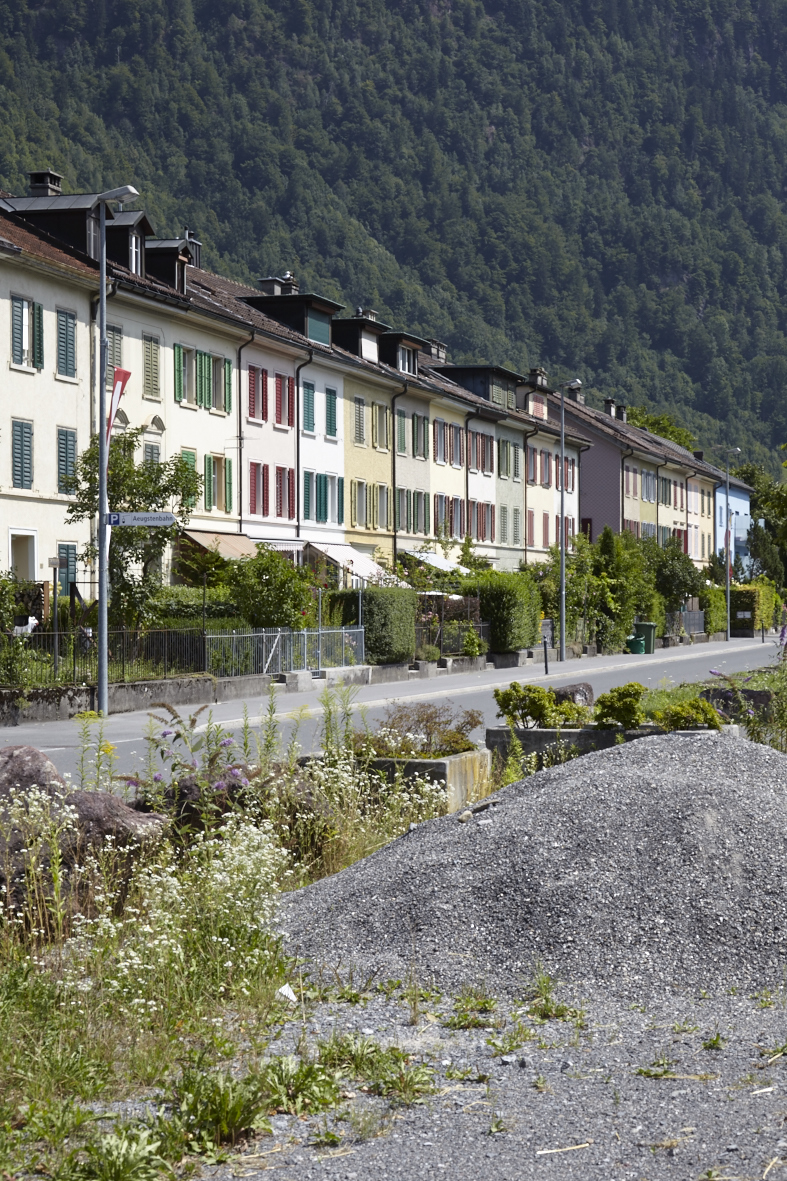
Reihenhäuser in der Bahnhofstrasse
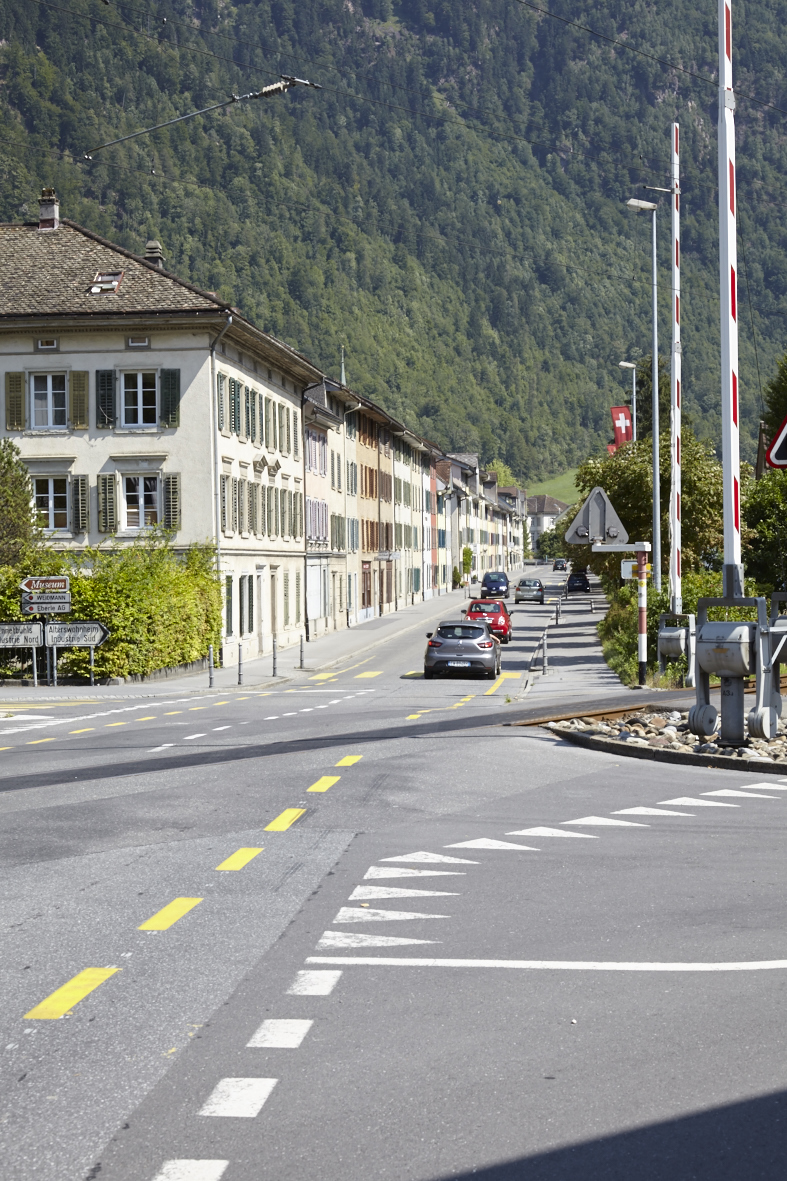
Arbeiterhäuser teils mit geschweiften Quergiebeln
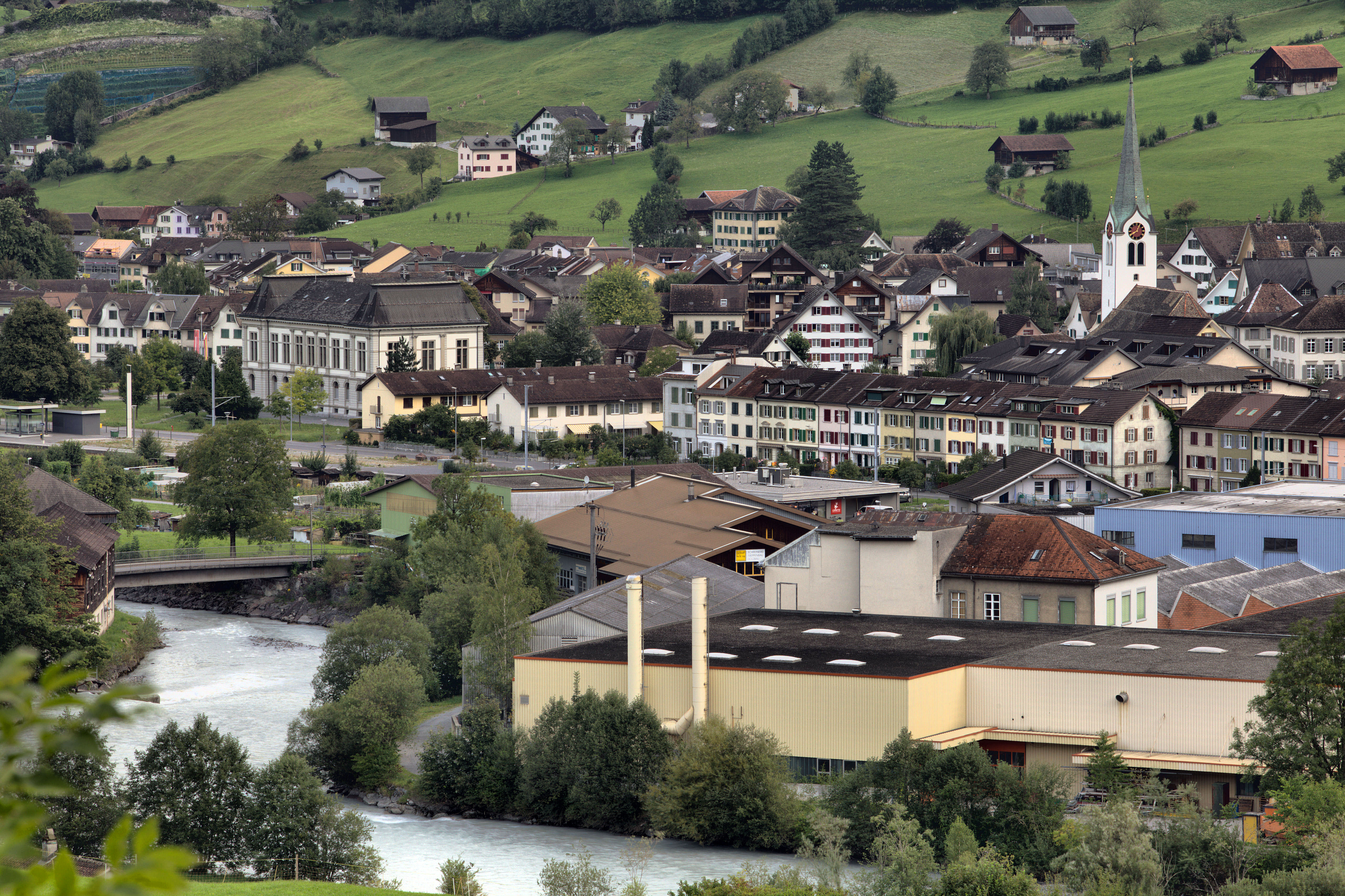
Ennenda vom Hohlenstein her.
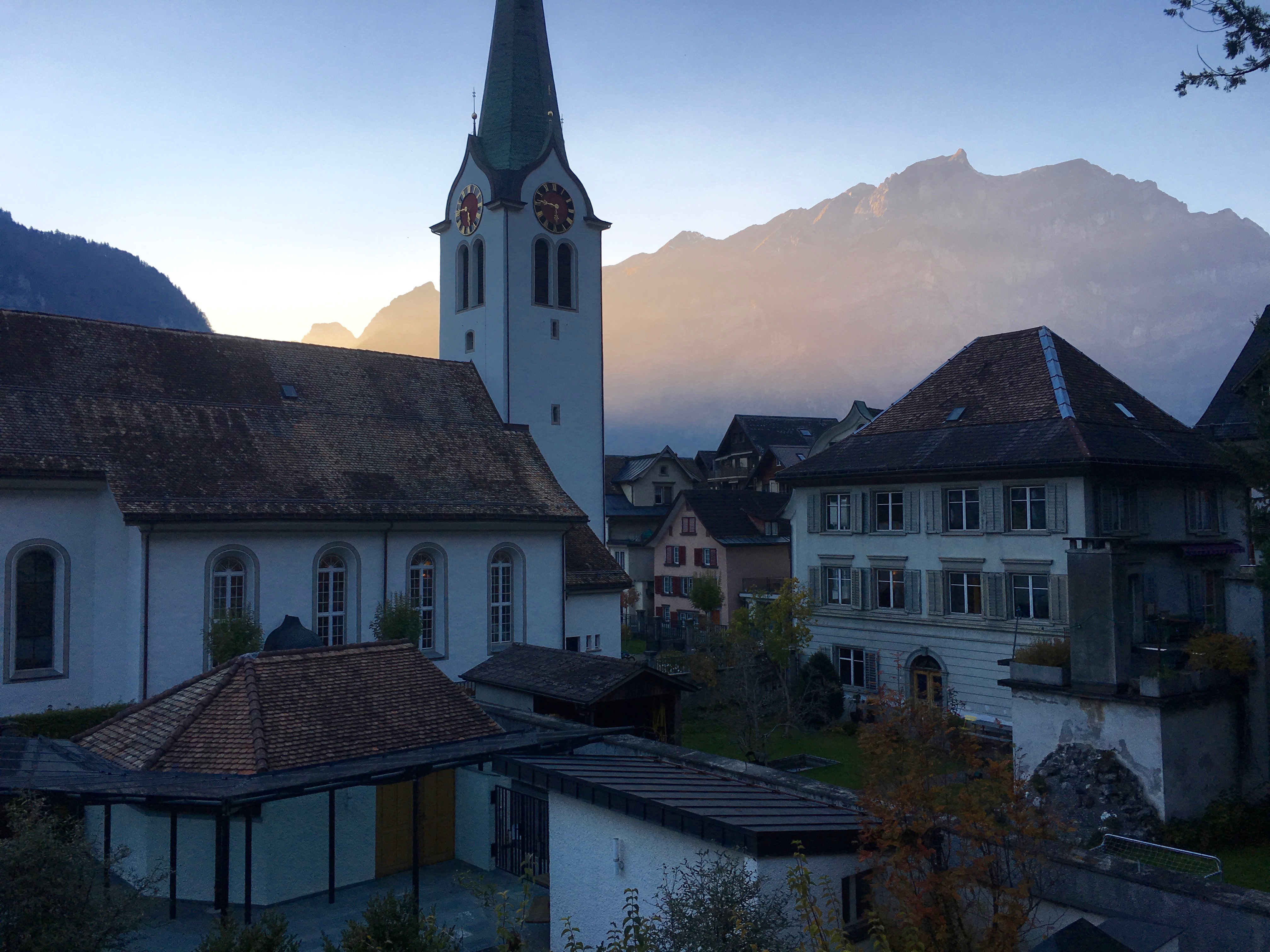
Reformierte Kirche Ennenda

## Belege
1. ↑  Neue Glarner Nachrichten: Das Gemeindehaus Ennenda. 1. November 1890.
2. ↑  Linus Hofmann: Die frühe Wirtschaftsgeschichte Ennendas dargestellt an einem Gemälde. 2019.
3. ↑  Jürg Davatz: Anfrage des Gemeinderates Ennenda betreffend der Renovation des Gemeindehauses. 26. Juni 1979.
4. ↑  Bernard Degen: Giacomo Bernasconi. In: Historisches Lexikon der Schweiz.  11. Juni 2004, abgerufen am 28. Dezember 2019.